# Gestió dels serveis públics a Espanya
La gestió de l'activitat de prestació o de servei públic que pot ser desenvolupada per l'administració en règim de dret públic o mitjançant organitzacions privades, s'anomena Gestió dels serveis públics a Espanya.

## Classificació de les formes de gestió

### Gestió directa
- Gestió per part de la mateixa administració, ja sigui mitjançant la seva organització ordinària, o bé mitjançant òrgans especialitzats sense personalitat jurídica pròpia.
- Gestió per part d'un organisme autònom o una entitat pública empresarial local.
- Gestió mitjançant una societat mercantil

#### Gestió per la mateixa administració
N'existeixen de dos tipus

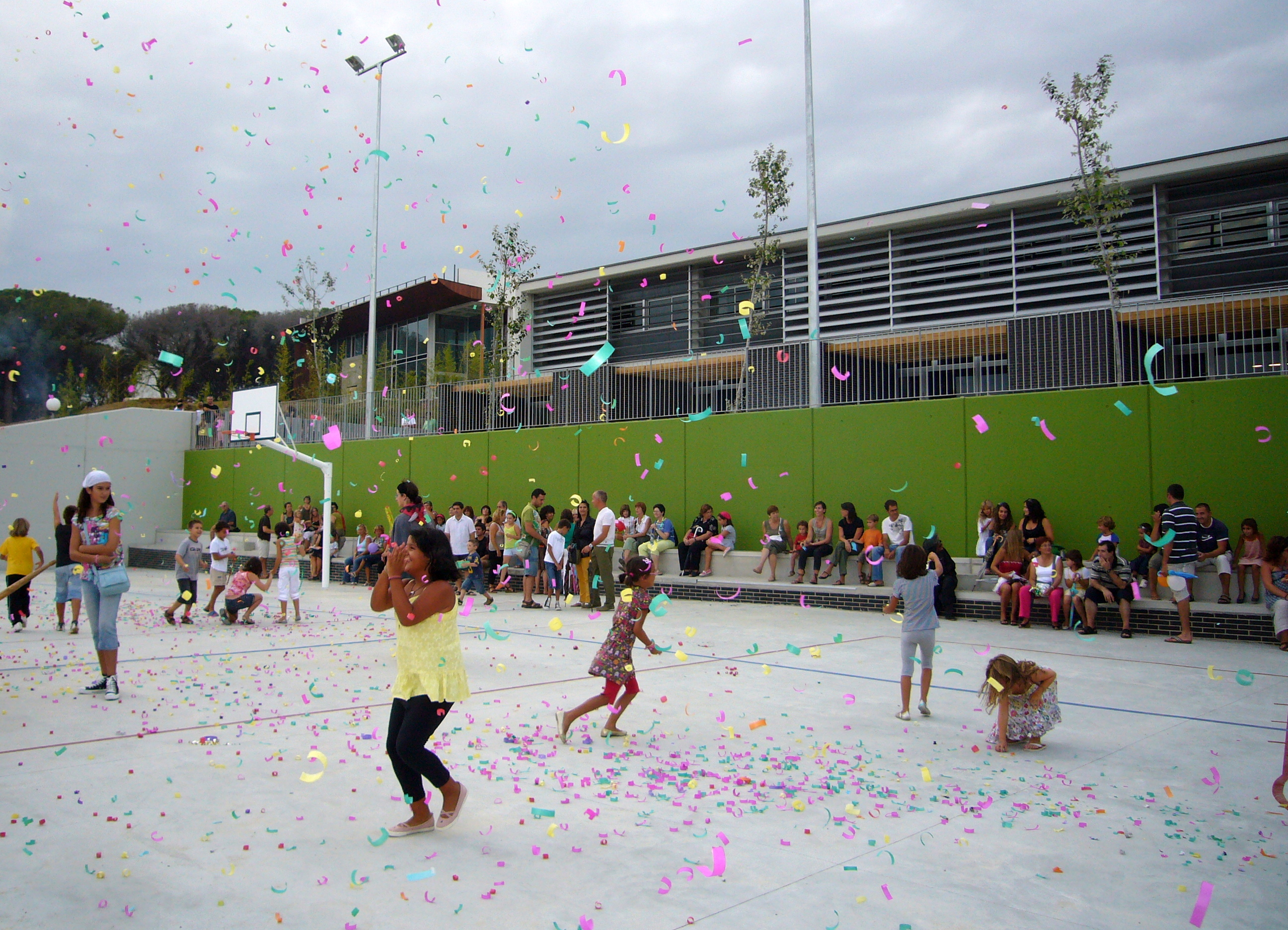
Els centres de primària i secundària són un exemple de gestió per òrgans especialitzats

- Gestió indiferenciada: Serveis sense caràcter econòmic de tipus burocràtic o tècnic, en els que els poders de decisió són retinguts per l'administració
- Gestió per òrgans especialitzats: Hi ha una diferenciació orgànica, amb un consell d'administració (escollit pel ple municipal en el cas de l'administració local) i amb un pressupost i una comptabilitat diferenciada que pertany a la corporació, per la qual s'hauran de publicar per separat els seus balanços i liquidacions.

#### Gestió per un organisme autònom

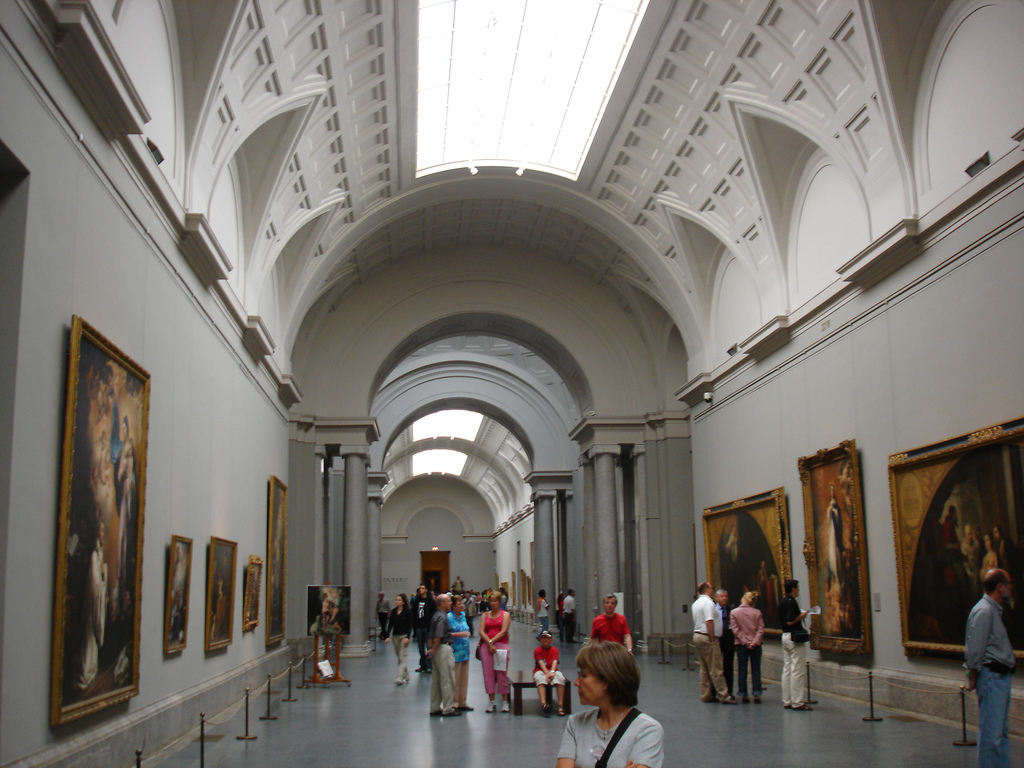
El Museo del Prado és un exemple d'organisme autònom de l'administració de l'estat

Aquestes entitats estan regides per estatuts (exemple: Institut de Seguretat Pública de Catalunya) els quals determinen els fins de l'organisme, els òrgans de govern i administració, el personal, els béns, els pressupostos, el règim dels seus actes o, en el seu cas, la seva dissolució. El patrimoni, però pertany a l'administració mare tot i que en condició de patrimoni especial per millorar i ampliar les instal·lacions. El Pressupost del sector públic espanyol s'integra dins el de l'administració matriu.

#### Gestió mitjançant una societat mercantil
Aquesta modalitat exigeix la creació d'una societat amb finançament i predomini exclusiu de l'administració pública, però dotada formalment d'autonomia patrimonial i fundacional i subjecta al dret peculiar de les societats mercantils de capital.
Amb la utilització de la forma privada, l'administració aconsegueix fer una excepció a la rigidesa dels pressupostos, així com a les de la contractació del sector públic i de la selecció de personal. L'administració es reserva el control dels comptes, en funció del que diu el reial decret legislatiu 2/2004 de 5 de març.

### Gestió indirecta

#### Concessió
Mitjançant un contracte administratiu l'administració encarrega a un particular la gestió d'un servei, el qual ha de tenir un contingut econòmic que el faci susceptible de ser concessionat. Constitueix la forma normal i habitual de gestió indirecta, i es caracteritza pel fet que l'empresari gestor presta el servei sota el seu compte i risc'

#### La gestió interessada
L'administració i l'empresari participen dels resultats de l'explotació del servei en la proporció que estableixin en el contracte. El seu règim jurídic es basa en les disposicions generals de contractació administrativa i les normes sobre concessió de servei públic

#### Concert
Constitueix un pacte entre l'administració titular del servei i una entitat pública i privada o un particular que presta habitualment el servei de què es tracta o un altre anàleg. Es tracta que l'administració presta el seu servei valent-se dels mitjans i les instal·lacions d'un tercer que presta un servei igual o semblant. Un exemple són els concerts de la Generalitat de Catalunya amb alguns centres educatius privats

#### Societat d'economia mixta
Segons marca la jurisprudència del Tribunal Suprem, són entitats sotmeses en la seva constitució, organització i funcionament interns al dret mercantil, sens perjudici d'escasses normes particulars de caràcter administratiu en les quals les corporacions locals participen en concepte de socis amb els drets que com a tals els reconeguin els estatuts i la legislació mercantil, però sense que dins de cada societat tinguin facultats exorbitants derivades de les seves potestats públiques, perquè aquestes empreses mixtes actuen en la prestació de servei de manera anàloga a la d'un particular.